# Jan Schur
Jan Schur (Leipzig, 27 november 1962) is een Duits voormalig wielrenner. Schur won tijdens de Olympische Zomerspelen 1988 samen met zijn ploeggenoten de gouden medaille op de 100 kilometer ploegentijdrit.

## Resultaten op kampioenschappen
| Jaar | WK | Olympische Zomerspelen |
| ---- | -- | ---------------------- |
| 1988 |    | ploegentijdrit         |

1960: Trapè, Bailetti, Cogliati, Fornoni ·
1964: Zoet, Dolman, Karstens, Pieterse ·
1968: Zoetemelk, Den Hertog, Krekels, Pijnen ·
1972: Jardi, Komnatov, Lichatsjov, Sjoekov ·
1976: Tsjoekanov, Tsjaplygin, Kaminski, Pikkuus ·
1980: Kasjirin, Logvin, Sjelpakov, Jarkin ·
1984: Bartalini, Giovannetti, Poli, Vandelli ·
1988: Ampler, Kummer, Landsmann, Schur ·
1992: Dittert, Meyer, Peschel, Rich
Wielerploegen van Jan Schur
Badolato ·
Botteon ·
Bugno ·
Calcaterra ·
Fidanza ·
Finazzi ·
Gusmeroli · 
Kummer ·
Passera ·
Rominger ·
Santaromita ·
Schur ·
Scirea ·
Tebaldi ·
Vanotti ·
Volpi ·
Vona ·
Zanatta
Bombini (tot 30/06) ·
Bugno  ·
Calcaterra ·
Fidanza ·
Gotti ·
Giovannetti ·
Gusmeroli · 
Kummer ·
Manzoni ·
Passera ·
Santaromita ·
Schur ·
Scirea ·
Tebaldi ·
Volpi ·
Zanatta
Alvis · Anderson · Andreu · Armstrong · Baker · Bauer · Bay · Bishop · Dernies · Hampsten · Kiefel · Larsen · Lauritzen · Moens · Schur · Sciandri · Stenersen · Walton · Yates · Zanoli · Zimmermann
Alvis · Anderson · Andreu · Armstrong  · Bauer · Bay · Bishop · Dernies · Hampsten · Hundertmarck · Larsen · Manin · Mejía · Moens · Schur · Sciandri · Stenersen · Yates
Alcalá · Alvis · Anderson · Andreu · Armstrong  · Bauer · Dernies · Fraser · Hampsten · Hincapie · Hundertmarck · Larsen · Mejía · Ozers · Rampollo · Schur · Smith · Stenersen · Swart · Yates · Moerenhout (stagiair) · van Heeswijk (stagiair)